# Bruant à joues marron
Chondestes grammacus
Genre
Espèce
Statut de conservation UICN

 LC  : Préoccupation mineure
Le Bruant à joues marron (Chondestes grammacus) est une espèce de passereau appartenant à la famille des Passerellidae.

## Description
Cette espèce mesure 15 à 16 cm. L'adulte présente une tête nettement rayée de clair et de sombre, une petite tache noire sur la poitrine et des coins blancs à la queue. Le jeune arbore des motifs moins nets au niveau de la tête et une poitrine beige fortement rayée.

## Répartition
Cet oiseau vit en Amérique du Nord. Il est erratique entre août et mars dans le nord des Bahamas, à Cuba et à la Jamaïque.

Carte de répartition
Aire de nidification
Aire de nidification (peu commun)
Présent à l'année
Voie migratoire
Aire d'hivernage

## Habitat
Le Bruant à joues marron vit dans les zones agricoles ouvertes et les terrains vagues à végétation herbeuse parsemée de buissons.

## Sous-espèces
D'après Alan P. Peterson, cette espèce est constituée des sous-espèces suivantes :
- Chondestes grammacus grammacus (Say) 1822 ;
- Chondestes grammacus strigatus Swainson 1827.

### GenreChondestes
- (en) Zoonomen Nomenclature Resource (Alan P. Peterson) : Chondestes  dans Emberizidae
- (en) Catalogue of Life : Chondestes Swainson, 1827 (consulté le 11 décembre 2020)
- (en) Fauna Europaea : Chondestes Swainson, 1827 (consulté le 22 mars 2023)
- (fr + en) ITIS : Chondestes  Swainson, 1827
- (en) Animal Diversity Web : Chondestes
- (en) NCBI : Chondestes (taxons inclus)
- (en) UICN : taxon  Chondestes  (consulté le 7 janvier 2023)

### EspèceChondestes grammacus
- (en) Congrès ornithologique international : Chondestes grammacus dans l'ordre Passeriformes
- (en) Zoonomen Nomenclature Resource (Alan P. Peterson) : Chondestes grammacus  dans Emberizidae
- (en) Catalogue of Life : Chondestes grammacus (Say, 1822) (consulté le 16 décembre 2020)
- (fr) Oiseaux.net : Chondestes grammacus (+ répartition)
- (fr + en)  Avibase : Chondestes grammacus (Say, 1823) (+ répartition) (consulté le 26 avril 2016)
- (en) Fauna Europaea : Chondestes grammacus (Say, 1823) (consulté le 22 mars 2023)
- (fr + en) ITIS : Chondestes grammacus  (Say, 1823)
- (en) Animal Diversity Web : Chondestes grammacus
- (en) NCBI : Chondestes grammacus (taxons inclus)
- (en) UICN : espèce Chondestes grammacus (Say, 1823) (consulté le 16 mai 2015)
- (fr) CITES : taxon  Chondestes grammacus (sur le site du ministère français de l'Écologie) (consulté le 16 mai 2015)